# Апаш
Апаш (фр. Apach, люкс. Opech / Opéch) — коммуна на северо-востоке Франции в регионе Гранд-Эст (бывший Эльзас — Шампань — Арденны — Лотарингия), департамент Мозель, округ Тьонвиль, кантон Бузонвиль.
Площадь коммуны — 3,35 км², население — 899 человек (2006) с тенденцией к росту: 1003 человека (2013), плотность населения — 299,4 чел/км². Ранее входила в состав Лотарингии.
Коммуна размещена на границе сразу трёх государств — Франции, Германии и Люксембурга. К северу от Апаша находится известный люксембургский городок Шенген.

## Население
Численность населения коммуны в 2008 году составляла 942 человека, в 2012 году — 1004 человека, а в 2013-м — 1003 человека.
| 1962 | 1968 | 1975 | 1982 | 1990 | 1999 | 2006 | 2008 | 2012 | 2013 |
| ---- | ---- | ---- | ---- | ---- | ---- | ---- | ---- | ---- | ---- |
| 883  | 841  | 848  | 864  | 798  | 813  | 899  | 942  | 1004 | 1003 |

Динамика населения:

## Экономика
В 2010 году из 660 человек трудоспособного возраста (от 15 до 64 лет) 526 были экономически активными, 134 — неактивными (показатель активности 79,7 %, в 1999 году — 70,6 %). Из 526 активных трудоспособных жителей работали 466 человек (242 мужчины и 224 женщины), 60 числились безработными (32 мужчины и 28 женщин). Среди 134 трудоспособных неактивных граждан 37 были учениками либо студентами, 55 — пенсионерами, а ещё 42 — были неактивны в силу других причин.

## Достопримечательности (фотогалерея)
- Церковь Сен-Донат
- Часовня Нотр-Дам
- Часовня святого Антония